# Bartosz Warchoł
Bartosz Warchoł, né le 16 janvier 1992, est un coureur cycliste polonais.

## Biographie
Bartosz Warchoł naît le 16 janvier 1992 en Pologne.
En 2014, il remporte la 4e étape de la Carpathian Couriers Race et termine 3e de la Course de la Paix espoirs et 3e du championnat de Pologne du contre-la-montre espoirs. Le 20 avril 2015, il entre dans l'équipe israélienne Cycling Academy. Il remporte la Visegrad 4 Bicycle Race - GP Polski.

## Palmarès et résultats

### Palmarès par année
- 2011[1]
  - Trofeo Gruppo Meccaniche Luciani
- 2014
  - 4e étape de la Carpathian Couriers Race
  - 3e de la Course de la Paix espoirs
  - 3e du championnat de Pologne du contre-la-montre espoirs
- 2015
  - Visegrad 4 Bicycle Race - GP Polski

### Classements mondiaux
| Année           | 2014 | 2015 | 2016 | 2017 | 2018   |
| --------------- | ---- | ---- | ---- | ---- | ------ |
| UCI Europe Tour | 459e | 323e | 820e | 825e | 1 140e |